# 阿尔克河
阿尔克河（法語：Arc，法語發音：[aʁk]）法国东南部萨瓦省的一条128公里长的河流，是伊泽尔河的左支流，在阿尔贝维尔城的下游约15公里处的沙穆塞汇入伊泽尔河。该河发源自格拉耶山。阿尔克河谷，即莫里耶讷，是法国与意大利之间的交通要道。 